# Еріх Рафаель
Еріх Рафаель (швед. Rafael Waldemar Erich; 10 червня 1879⁣ — ⁣1946) — політичний діяч Фінляндії, 6-й прем'єр-міністр Фінляндії, член Національної коаліційної партії, професор і дипломат.

## Життєпис
6-й прем'єр-міністр Фінляндії, посол Фінляндії в Італії, Швеції, Швейцарії, депутат парламенту Фінляндії.
Народився в Турку в родині ректора академії, закінчив Гельсінський університет і з 1910 по 1928 рр викладав в ньому як професор міжнародного права.
У 1919 році обраний депутатом парламенту Фінляндії від Національної коаліційної партії, і був членом парламенту до 1924. З 15 березня 1920 по 9 квітня 1921 рр очолював коаліційний уряд Фінляндії.
Найважливішим досягненням кабінету Еріха вважається укладання мирного договору з РРФСР.
Тартуський мирний договір був підписаний 14 жовтня 1920 і остаточно встановлював незалежність Фінляндії. Після відставки з посади прем'єр-міністра Еріх служив по лінії міністерства закордонних справ, призначений послом Фінляндії у Швейцарії і постійним представником в Лізі Націй, послом в Швеції (1928) і послом в Італії (1936).
У 1938⁣ — ⁣1939 працював у Міжнародному Суді в Гаазі.
Почесний доктор Уппсальського університету (1932).